# Alice Mizzau
Alice Mizzau, née le 18 mars 1993 à Udine, est une nageuse italienne, spécialisée en nage libre. Elle réside et s'entraîne à Saint-Marin.

## Biographie
Lors des championnats d'Europe 2012 disputés à Debrecen, elle remporte trois médailles, l'or avec le relais 4 × 200 m nage libre, l'argent avec le relais 4 × 100 m quatre nages et le bronze du relais 4 × 100 m nage libre.
En première fraction du relais 4 × 200 m, lors des Jeux olympiques de Londres, elle bat son record personnel en 1 min 57 s 95.
Avec ses coéquipières Stefania Pirozzi, Chiara Masini Luccetti et Federica Pellegrini, elle remporte la médaille d'or du relais 4 × 200 m lors des championnats d'Europe 2014.
En 2015, elle remporte avec ses coéquipières Erica Musso, Chiara Masini Luccetti et Federica Pellegrini la médaille d'argent du relais 4 × 200 m lors des championnats du monde à Kazan.